# Venkovský dům čp. 13 (Nepolisy)
Venkovský dům čp. 13 je roubené stavení situované v centru obce Nepolisy. Dům byl v roce 2003 Ministerstvem kultury České republiky prohlášen za kulturní památku České republiky.

## Historie
Budova pochází z přelomu 18. a 19. století. Od roku 2003 je chráněna jako kulturní památka.

## Architektura
Dům je umístěm v severozápadní části obce Nepolisy, v blízkosti rybníka. Jedná se o typický příklad dřevěného lidového domu Pocidliní: přízemní roubený dům z tesaných trámů v tzv. kožichu, se štítovým průčelím s dvojicí sdružených oken, obráceným do veřejného prostoru. Stavení stojí na obdélníkovém půdorysu a v kromě světnice a síně zahrnuje také špýchar, který má v podstřeší nad zápražím průběžný holubník. Štít domu je mírně předsazený a lomenice je v současnosti bedněná svislými prkny (její původní skladba není známa). Stropní trámy přesahující nad zápraží do dvora jsou zakončeny ozdobným zhlavím. Sdružená okna v průčelí jsou lemována dřevěnými šambránami a profilovanou římsou. Ve stavení jsou zachovány původní dvoukřídlé vstupní dveře.